# 1913 en sport
Cet article présente les faits marquants de l'année 1913 en sport.

## Automobile
- 30 mai : l'épreuve des 500 miles d'Indianapolis est pour la première fois remportée par un Français, Jules Goux sur une Peugeot.

- 12 juillet : sixième édition du Grand Prix de France à Amiens. Le pilote français Georges Boillot s'impose sur une Peugeot.

## Baseball
- Les Brooklyn Dodgers inaugurent leur nouvelle enceinte : Ebbets Field.
- Les Philadelphia Athletics remportent les World Series face aux New York Giants

## Boxe
- Georges Carpentier, boxeur français, devient champion d'Europe des poids lourds en battant l'anglais Bombardier Wells à Gand (Belgique) le 1er juin 1913.

## Cricket
- Le Kent est champion d’Angleterre.
- South Australia gagne le championnat australien, le Sheffield Shield.
- Le Natal gagne le championnat sud-africain, la Currie Cup.

## Cyclisme
- Le Luxembourgeois François Faber s'impose dans le Paris-Roubaix.
- Tour de France (29 juin au 27 juillet) : le Belge Philippe Thys remporte le Tour devant Gustave Garrigou et Marcel Buysse.
Article détaillé : Tour de France 1913
- 6 juillet : le Belge Maurice Moritz s'impose dans Liège-Bastogne-Liège.

## Football
- 15 février : à Belfast, l'Irlande s'impose 2-1 face à l'Angleterre. C'est le premier succès des Irlandais sur les Anglais.
- 23 mars : Racing Club Irun remporte la Coupe d’Espagne face à l’Athletic Bilbao, 1-0.
- Sunderland AFC champion d’Angleterre.
- Les Glasgow Rangers sont champions d’Écosse.
- 12 avril : Falkirk FC gagne la Coupe d’Écosse en s’imposant en finale face à Raith Rovers FC, 2-0.
- 19 avril : Aston Villa remporte la Coupe d’Angleterre face à Sunderland AFC, 1-0. 120.081 spectateurs assistent à la finale ; c'est le nouveau record du monde du genre.
- 24 avril : Swansea Town FC remporte la coupe du Pays de Galles en s'imposant en finale 1-0 face à Pontypridd FC.
- 27 avril : à Rouen, le Stade helvétique de Marseille est champion de France USFSA en s'imposant 1-0 en finale face au FC Rouen.
- 27 avril : à Arcueil, les Parisiens de l'Étoile des Deux Lacs sont champions de France FGSPF en s'imposant en finale 5-1 face aux Bordelais de l'AS Bons Gars de Bordeaux.
- La Royale Union Saint-Gilloise est championne de Belgique de football.

- 1er mai : à deux journées de la fin du championnat, le Rapid de Vienne est champion d'Autriche.
- 18 mai : Vfb Leipzig champion d’Allemagne en s'imposant en finale 3-1 face à Duisburger SpV.
- 18 mai : à Bordeaux, le CA Paris est champion de France CFI en remportant le Trophée de France. Les Capistes s'imposent en finale 2-1 face aux Bordelais de la VGA Médoc.
- 1er juin : Pro Vercelli champion d’Italie.
- 8 juin : Montriond-Sports Lausanne remporte le Championnat de Suisse.
- 30 juin : FC Bâle remporte la Coupe de Suisse face au FC Berne, 5-0.
- 6 septembre : inauguration du stade d'Highbury, nouvelle enceinte d'Arsenal FC. Highbury est inauguré par un match de Division 2 Arsenal-Leicester.
- 12 octobre : Americano est champion de l'État de Sao Paulo (Brésil).
- 20 octobre : à Odessa, la sélection d'Odessa remporte la Coupe de Russie inter-villes en s'imposant 4-2 en finale sur la sélection de Saint-Pétersbourg.
- 30 novembre : America est champion de l'État de Rio de Janeiro (Brésil).
- 28 novembre : Racing Club de Avellaneda champion d'Argentine en s'imposant 2-0 en finale nationale face à San Isodoro.

## Football canadien
- Coupe Grey : Tigers de Hamilton 44, Toronto Parkdale 2.

## Golf
- Le Britannique John H. Taylor remporte le British Open.
- L’Américain Francis Ouimet remporte l’US Open.

## Hockey sur glace
- Les Bulldogs de Québec remportent la Coupe Stanley.
- La Belgique remporte le championnat d'Europe.

## Joute nautique
- Louis Vaillé (dit lou mouton) remporte le Grand Prix de la Saint-Louis à Cette.

## Rugby à XIII
- Huddersfield remporte la Challenge Cup anglaise.
- Huddersfield est champion d’Angleterre.
- Eastern Suburbs remporte la Winfield Cup, championnat d’Australie.

## Rugby à XV
- L'Aviron bayonnais est champion de France.
- L’Angleterre remporte le Tournoi des Cinq Nations en signant un Grand Chelem.
- Le Gloucestershire est champion d’Angleterre des comtés.
- Taranaki remporte le championnat de Nouvelle-Zélande par provinces, le Ranfurly Shield.
- Le Section Paloise inaugure le Stade de la Croix du Prince à Pau.

## Tennis
- 23e édition du championnat de France :
  - Le Français Max Decugis s’impose en simple hommes.
  - La Française Marguerite Broquedis s’impose en simple femmes.
- 37e édition du Tournoi de Wimbledon :
  - Le Néo-Zélandais Anthony Wilding s’impose en simple hommes.
  - La Britannique Dorothea Lambert Chambers en simple femmes.
- 33e édition du championnat des États-Unis :
  - L’Américain Maurice McLoughlin s’impose en simple hommes.
  - L’Américaine Mary Browne s’impose en simple femmes.
- Les États-Unis remportent la Coupe Davis face à la Grande-Bretagne (3-2).

## Naissances
- 7 janvier : Johnny Mize (John Robert Mize), joueur de baseball américain. († 2 juin 1993).
- 13 février : Roger Rio, footballeur français (22 avril 1999).
- 21 mars : George Abecassis, pilote automobile anglais, ayant disputé 2 GP de Formule 1 en 1951 et 1952. († 18 décembre 1991).
- 6 avril : Julie Schmitt, gymnaste artistique allemande, morte le 10 décembre 2002.
- 13 avril : Dave Albritton, athlète américain, spécialiste du saut en hauteur. († 14 mai 1994).
- 18 avril : Robert Oubron, coureur cycliste français. († 7 février 1989).
- 29 mai : Tony Zale, boxeur américain. († 20 mars 1997).
- 11 juin : Vince Lombardi, l'un des meilleurs entraîneurs de l'histoire du football américain et l'un des plus titrés. († 3 septembre 1970).
- 26 juin : Mildred Didrickson Zaharias, athlète et golfeuse américaine (27 septembre 1956).
- 14 juillet : René Llense, footballeur français (12 mars 2014).
- 8 août : Cecil Travis, joueur de baseball américain. († 12 décembre 2006).
- 15 août : Maria Kwaśniewska, athlète polonaise (javelot), médaille de bronze aux Jeux olympiques de Berlin (1936). († 17 octobre 2007).
- 28 août : Lindsay Hassett, joueur de cricket australien, comptant 43 sélections en test cricket de 1938 à 1953. († 16 juin 1993).
- 6 septembre : Leônidas da Silva, footballeur brésilien. († 24 janvier 2004).
- 12 septembre : Jesse Owens, athlète américain (31 mars 1980).
- 29 septembre : Silvio Piola, footballeur italien. († 4 octobre 1996).
- 8 novembre : Rudolf Harbig, athlète allemand. († 5 mars 1944).
- 19 novembre : Germana Malabarba, gymnaste artistique italienne, morte le 30 septembre 2002.
- 13 décembre : Archie Moore, boxeur américain. († 9 décembre 1998).
- 26 décembre : Frank Swift, footballeur anglais. († 6 février 1958).
- 29 décembre : Lucien Jasseron, footballeur français (15 novembre 1999).

## Décès
- 23 janvier : Frederick Holman (° 1883), nageur britannique, champion olympique du 200 m brasse aux jeux de Londres en 1908.
- 10 février : Konstantínos Tsiklitíras, 24 ans, athlète grec, champion olympique de saut en longueur sans élan aux jeux de Stockholm en 1912. (° 30 octobre 1888).